# Tartrazin
A tartrazin (E102) szintetikus adalékanyag (azofesték), melyet gyümölcsételek, pudingok, sütemények, élelmiszerporok, levesek, szószok, fagylaltok, jégkrémek, édességek, rágógumik, marcipánok, ételzselék színezésére használják. Szinte bármilyen ételben előfordulhat. Gyógyszerkapszulákban is megtalálható. A brillantkék fcf-fel (E133), és a greens s-sel (E142) keverve a zöldnek szinte minden árnyalata előállítható például a zöldborsóból készült termékeknél.

## Élettani hatás
Valamivel allergénebb a többi hasonló azofestéknél. Allergiás reakciókat válthat ki az aszpirin-érzékenyeknél és asztmásoknál. Egyéb mellékhatásként felléphet migrén, torz látás, viszketés stb.
Afrikában és Svédországban széles körben használják. Norvégiában tiltott. Ausztriában és Németországban tiltott volt, ám az EU-s szabályok felülírták a helyi tiltást. Gyermekeknek és csecsemőknek készült ételekben használata nem ajánlott.